# Församlingsråd
Församlingsråd är en administrativ nivå inom de lutherska kyrkorna i Sverige och Finland. Trots samma namn har de olika roller och väljs på olika sätt i dessa kyrkor.

## Sverige[1]
Församlingar som ingår i pastorat har ett församlingsråd som fungerar som en styrelse. Det är pastoratets kyrkofullmäktige som utser församlingsrådet.
Församlingsrådet ska fullgöra det uppgifter som kyrkoordningen, församlingsinstruktionen och kyrkorådet anger. En församling som inte ingår i något pastorat har ett kyrkoråd. Kyrkorådet är då församlingens styrelse och har omsorg om församlingslivet och har tillsammans med kyrkoherden ansvar för att församlingens grundläggande uppgift blir utförd. En kyrkoherde är den person som leder all verksamhet och de församlingar som finns inom pastoratet. Kyrkoherden är ledamot i församlingsråd och/eller kyrkoråd och ansvarar för tillsyn för all verksamhet utifrån Svenska kyrkans tro, bekännelse och lära.

## Finland[2]
I en församling som ingår i en kyrklig samfällighet utövar församlingsrådet en stor del av de uppgifter som ankommer på kyrkofullmäktige i en självständig församling. Församlingsrådets verksamhet regleras av Kyrkolagen 11 kap 9§ och Kyrkoordningen men också av uppgiftsfördelningarna inom samfälligheten. Församlingsrådet leder och utvecklar församlingens verksamhet, uppgör sin egen budget och kan anställa personal för församlingen. Församlingsrådet ansvarar inte för fastigheter, kyrkogårdar, bokföring eller löneutbetalningar. 
Antalet medlemmar bestäms enligt församlingens medlemsantal. Församlingsrådet väljs för en fyraårsperiod av medlemmarna som fyllt 16 år. Den som fyllt 18 kan också kandidera.
Kyrkoherden är ordförande i församlingsrådet.